# フレディ・ターノック
- フレディ・ターノク

フレデリック・マイケル・ターノック（Frederic Michael Tarnok, 1998年11月24日 - ）は、 アメリカ合衆国フロリダ州ヒルズボロ郡ブランドン出身のプロ野球選手（投手）。右投右打。MLBのマイアミ・マーリンズ傘下所属。
タイ系アメリカ人である。また、メディアによっては「ターノク」と表記されることもある。

## 経歴

### プロ入りとブレーブス時代
2017年のMLBドラフト3巡目（全体85位）でアトランタ・ブレーブスから指名され、プロ入り。契約後、傘下のルーキー級ガルフ・コーストリーグ・ブレーブスでプロデビュー。8試合に先発登板して0勝3敗、防御率2.57、10奪三振を記録した。
2018年はA級ローム・ブレーブスでプレーし、27試合（先発11試合）に登板して5勝5敗、防御率3.96、83奪三振を記録した。
2019年はルーキー級ガルフ・コーストリーグ・ブレーブスとA+級フロリダ・ファイヤーフロッグスでプレーし、2球団合計で22試合に先発登板して3勝8敗、防御率4.75、91奪三振を記録した。
2020年はマイナーリーグがCOVID-19の影響で試合が開催されなかったため、公式戦の登板は無かった。
2021年はA級ロームとAA級ミシシッピ・ブレーブスでプレーし、2球団合計で16試合（先発14試合）に登板して6勝4敗、防御率3.44、109奪三振を記録した。オフの11月18日にはルール・ファイブ・ドラフトでの流出を防ぐために40人枠入りした。
2022年はAA級ミシシッピで開幕を迎えた。AAA級グウィネット・ストライパーズを経て8月16日にメジャー初昇格を果たし、翌17日のニューヨーク・メッツ戦でメジャーデビューして0.2回を無失点に抑えた。この年のメジャー登板は上記の1試合のみだった。

### アスレチックス時代
2022年12月12日にブレーブス、オークランド・アスレチックス、ミルウォーキー・ブルワーズの3チーム間のトレードで、マニー・ピーニャ、カイル・マラー、ロイバー・サリナスと共にアスレチックスへ移籍した。
2023年8月14日に右ふくらはぎの張りで15日間の故障者リストに登録され、シーズンオフには60日間の故障者リストに移された。
2024年5月3日に15日間の故障者リストに移された。

### フィリーズ時代
2024年6月1日、ウェーバーによりフィラデルフィア・フィリーズに移籍した。しかし、ここでも怪我に悩まれた。この年は怪我の影響もあり、一度もメジャーに昇格することは無かった。オフの10月10日にアクティブ・ロースター入りしたが、11月4日にFAとなった。

### マーリンズ傘下時代
2024年12月29日にマイアミ・マーリンズとマイナー契約を結び、2025年のスプリングトレーニングに招待選手として参加することになった。

## 投球スタイル
高回転のフォーシームとカーブを武器としている。

## 詳細情報

### 年度別投手成績
| 年 度    | 球 団    | 登 板 | 先 発 | 完 投 | 完 封 | 無 四 球 | 勝 利 | 敗 戦 | セ 丨 ブ | ホ 丨 ル ド | 勝 率 | 打 者 | 投 球 回 | 被 安 打 | 被 本 塁 打 | 与 四 球 | 敬 遠 | 与 死 球 | 奪 三 振 | 暴 投 | ボ 丨 ク | 失 点 | 自 責 点 | 防 御 率 | W H I P |
| -------- | -------- | ----- | ----- | ----- | ----- | -------- | ----- | ----- | -------- | ----------- | ----- | ----- | -------- | -------- | ----------- | -------- | ----- | -------- | -------- | ----- | -------- | ----- | -------- | -------- | ------- |
| 2022     | ATL      | 1     | 0     | 0     | 0     | 0        | 0     | 0     | 0        | 0           | ----  | 3     | 0.2      | 1        | 0           | 0        | 0     | 0        | 1        | 0     | 0        | 0     | 0        | 0.00     | 1.50    |
| 2023     | OAK      | 5     | 1     | 0     | 0     | 0        | 1     | 1     | 0        | 0           | .500  | 65    | 14.2     | 11       | 4           | 11       | 0     | 0        | 14       | 2     | 0        | 8     | 8        | 4.91     | 1.50    |
| MLB：2年 | MLB：2年 | 6     | 1     | 0     | 0     | 0        | 1     | 1     | 0        | 0           | .500  | 68    | 15.1     | 12       | 4           | 11       | 0     | 0        | 15       | 2     | 0        | 8     | 8        | 4.70     | 1.50    |

- 2024年度シーズン終了時

### 年度別守備成績
| 年 度 | 球 団 | 投手（P） | 投手（P） | 投手（P） | 投手（P） | 投手（P） | 投手（P） |
| 年 度 | 球 団 | 試 合     | 刺 殺     | 補 殺     | 失 策     | 併 殺     | 守 備 率  |
| ----- | ----- | --------- | --------- | --------- | --------- | --------- | --------- |
| 2022  | ATL   | 1         | 0         | 0         | 0         | 0         | ----      |
| 2023  | OAK   | 5         | 0         | 0         | 0         | 0         | ----      |
| MLB   | MLB   | 6         | 0         | 0         | 0         | 0         | ----      |

- 2024年度シーズン終了時

### 背番号
- 64（2022年）
- 62（2023年）